# Ацубэцу (станция)
Станция Ацубэцу (яп. 厚別駅 ацубэцу эки) — железнодорожная станция в японском городе Саппоро, обслуживаемая компанией JR Hokkaido. На этой станции можно использовать Kitaca (смарт-карта).

## История
Станция Ацубэцу была открыта 1 августа 1894 года. С приватизацией JNR она перешла под контроль JR Hokkaido.

## Линии
- JR Hokkaido
  - Главная линия Хакодате

## Планировка
Платформы 
| 1   | ■Линия Хакодате | на станции Саппоро, Тэинэ и Отару |
| 3,4 | ■Линия Хакодате | на станции Эбецу и Ивамидзава     |